# Dubové, Turčianske Teplice
Dubové este o comună slovacă, aflată în districtul Turčianske Teplice din regiunea Žilina, pe malul râului Turiec⁠(d). Localitatea se află la altitudinea de 484 m deasupra n.m., se întinde pe o suprafață de 28,294 km2 și în 2017 număra 709 locuitori. Se învecinează cu comuna Budiš.

## Istoric
Localitatea Dubové este atestată documentar din 1262.

## Demografie
| An:                | 1994 | 2004   | 2014   | 2024   |
| ------------------ | ---- | ------ | ------ | ------ |
| Număr de persoane: | 737  | 758    | 718    | 688    |
| Diferență:         |      | +2,84% | −5,27% | −4,17% |

| An:                | 2023 | 2024   |
| ------------------ | ---- | ------ |
| Număr de persoane: | 675  | 688    |
| Diferență:         |      | +1,92% |